# 玛丽娜·戈利亚德金娜
玛丽娜·谢尔盖耶芙娜·戈利亚德金娜（俄語：Марина Сергеевна Голядкина，1997年6月13日—），乌克兰、俄罗斯女子花样游泳运动员，2017年世界游泳锦标赛集体技术自选和集体自由自选金牌得主、2019年世界游泳锦标赛集体技术自选、集体自由自选和自由组合金牌得主、2020年夏季奥运会集体金牌得主。